# Ján Kollár
Ján Kollár (n. 29 iulie 1793 - d. 24 ianuarie 1852) a fost un scriitor, arheolog, om politic și om de știință slovac. A fost unul dintre ideologii principali ai mișcării panslaviste.
A scris o poezie patriotic-mesianică și erotică, cu reminiscențe din Dante și din Petrarca.

## Scrieri
- 1821: Poezii („Básně”)
- 1824/1832: Fiica Slaviei („Slávy dcera”)
- 1834/1835: Cântece populare („Národnie zpevanky”).